# Temporada de ciclones na região da Austrália de 2008-2009
A temporada de ciclones na região da Austrália de 2008-2009 foi um evento no ciclo anual de formação de ciclones tropicais. A temporada começou oficialmente em 1 de Novembro de 2008 e terminou em 30 de Abril de 2009. O plano operacional regional de ciclones tropicais define um "ano de ciclones tropicais" separado de uma "temporada de ciclones tropicais". O "ano de ciclones tropicais" começou oficialmente em 1 de Julho de 2008 e terminará em 30 de Junho de 2009. A área de monitoração de ciclones na região da Austrália fica no Hemisfério sul, limitada pela linha do Equador e pelos meridianos 90°L e 160ºL. Esta área inclui a Austrália, Papua-Nova Guiné, Timor-Leste, a parte ocidental das Ilhas Salomão e partes da Indonésia.
Os ciclones tropicais que se formam nesta área são monitorados por cinco centros de aviso de ciclone tropical (CACTs): Bureau of Meteorology em Perth, em Darwin e em Brisbane; pelo CACT de Jacarta, Indonésia e pelo CACT de Port Moresby, Papua Nova Guiné O Joint Typhoon Warning Center (JTWC) emite avisos não oficiais para a região, designando depressões tropicais com o sufixo "S" quando se formam a oeste do meridiano 135°L e com o sufixo "P" quando se formam a leste do meridiano 135°L.

## Resumo sazonal
O gráfico abaixo mostra de forma clara a duração e a intensidade de cada ciclone tropical:

## Tempestades

### Baixa tropical 01U (Bernard)
A tempestade tropical moderada Bernard entrou na área de responsabilidade do BOM no dia 21 de novembro antes de se dissipar

### Ciclone tropical Anika
Uma área de perturbações meteorológicas na zona de convergência intertropical começou a mostrar sinais de organização em 18 de Novembro. O Centro de Aviso de Ciclone Tropical de Jacarta, Indonésia, classificou o sistema para uma depressão tropical, enquanto que o Joint Typhoon Warning Center (JTWC) emitiu um Alerta de Formação de Ciclone Tropical (AFCT) sobre o sistema. Mais tarde naquele dia, assim que o sistema adentrou a área de responsabilidade do CACT de Perth, o mesmo se fortaleceu e o CACT de Perth o classificou para um ciclone tropical pleno, dando-lhe o nome Anika, enquanto que o JTWC classificou o sistema para o ciclone tropical "02B".
Após atingir o pico de intensidade com ventos máximos sustentados de 110 km/h em 1 minuto, segundo o JTWC, ou 95 km/h em 10 minutos, segundo o CACT de Perth, em 20 de Novembro, Anika começou a se enfraquecer rapidamente devido aos efeitos do aumento do cisalhamento do vento. Mais tarde naquele dia, assim o centro ciclônico de baixos níveis ficou totalmente exposto das áreas de convecção profunda, o JTWC emitiu seu aviso final sobre o sistema, enquanto que o CACT desclassificou Anika para uma baixa tropical e também emitiu seu aviso final sobre o sistema.

### Ciclone tropical severo Billy
O Centro de Aviso de Ciclone Tropical (CACT) de Darwin identificou a formação de uma baixa tropical a oeste de Darwin em 17 de dezembro. No dia seguinte, o sistema começou a se intensificar rapidamente e o CACT de Darwin classificou o sistema para um ciclone tropical na escala australiana, dando-lhe o nome Billy. Mais tarde naquele dia, o Joint Typhoon Warning Center classificou o sistema para o ciclone tropical 05S. Seguindo lentamente para o sul, sobre o golfo de Joseph Bonaparte, Billy continuou a se intensificar, atingindo o pico de intensidade em 19 de dezembro.
Durante a noite (UTC) daquele dia, Billy fez landfall na costa da região de Kimberley, Austrália Ocidental, com ventos de até 85 km/h. Após o landfall, Billy se enfraqueceu rapidamente e o CACT de Darwin desclassificou o sistema para uma baixa tropical. No entanto, seguindo para oeste, Billy cruzou a região de Kimberley, e, quando alcançou novamente o mar aberto, voltou a se intensificar e, em 22 de dezembro, o CACT de Perth classificou o sistema novamente como um ciclone tropical. Após deixar completamente a costa, Billy começou a se intensificar rapidamente.
Após atingir seu pico de intensidade, com ventos máximos sustentados de 175 km/h em 10 minutos, segundo o CACT de Perth, ou 195 km/h em 1 minuto, segundo o JTWC, Billy começou a se enfraquecer gradualmente assim que seguia para o oceano Índico aberto, devido à diminuição da temperatura da superfície do mar e do aumento do cisalhamento do vento. Em 28 de dezembro, o CACT de Perth desclassificou Billy para uma baixa tropical e emitiu seu aviso final sobre o sistema. Mais tarde naquele dia, o JTWC também emitiu seu aviso final.
Enquanto cruzava a região de Kimberley, Austrália Ocidental, Billy causou enchentes isoladas que afetaram algumas comunidades indígenas na região. Pelo menos duas comunidades indígenas, as comunidades de Kulumburu e Oombulgurri, ficaram isoladas temporariamente depois que as estradas de acesso ficaram inundadas.

### Baixa tropical 04U
O Centro de Aviso de Ciclone Tropical (CACT) de Darwin identificou a formação de uma baixa tropical sobre o golfo de Carpentária, norte da Austrália, em 22 de dezembro. No entanto, ainda naquele dia, a baixa fez landfall na costa australiana, na região de Top End, no Território do Norte.
Após seguir sobre o Território do Norte, a baixa tropical se enfraqueceu e se dissipou em 24 de dezembro.

### Baixa tropical 05U
O Centro de Aviso de Ciclone Tropical de Brisbane, Austrália, notou a formação de uma baixa tropical sobre o mar de Salomão em 23 de dezembro.
O sistema seguiu lentamente para sudoeste e se dissipou sobre o mar de Coral em 28 de dezembro.

### Ciclone tropical Charlotte
Charlotte formou-se como uma baixa tropical a partir de um cavado de monção situado sobre o golfo de Carpentária em 8 de janeiro. Seguindo lentamente para leste-sudeste e para leste, o sistema começou a se intensificar gradualmente assim que cruzava o golfo. Assim que se aproximava da costa oeste da península do Cabo York, o sistema se intensificou para o ciclone tropical Charlotte. Pouco depois, o Joint Typhoon Warning Center (JTWC) classificou o sistema para o ciclone tropical "07P" e emitiu seu primeiro aviso sobre o sistema. Charlotte continuou a seguir para leste, atingindo a costa australiana, perto da foz do rio Gilbert, durante seu pico de intensidade, com ventos máximos sustentados em 10 minutos de 85 km/h, segundo o Centro de Aviso de Ciclone Tropical (CACT) de Brisbane, Austrália.
A partir de então, Charlotte começou a se enfraquecer rapidamente sobre a península do Cabo York. Durante a noite de 11 de janeiro, o JTWC emitiu seu aviso final sobre o sistema. No dia seguinte, o CACT de Brisbane desclassificou Charlotte para uma baixa tropical remanescente e também emitiu seu aviso final sobre o sistema.
Charlotte causou fortes chuvas, principalmente no norte do estado australiano de Queensland, que causou severas enchentes na região. Cerca de 3.500 residências foram inundadas. A maré de tempestade associada também causou enchentes costeiras. Comunidades ficaram isoladas depois que enxurradas danificaram várias rodovias. Os prejuízos econômicos diretos causados pela tempestade totalizam 26 milhões de dólares australianos (cerca de 17,3 milhões de dólares - valores em 2008).

### Ciclone tropical Dominic
Dominic formou-se de uma área de perturbações meteorológicas em 24 de janeiro, sobre o norte do estado australiano da Austrália Ocidental. Seguindo para oeste, o sistema logo alcançou as águas quentes do Oceano Índico e começou a se organizar. Durante as primeiras horas (UTC) de 25 de janeiro, o Centro de Aviso de Ciclone Tropical (CACT) de Perth, Austrália, classificou o sistema como uma baixa tropical. O JTWC classificou o sistema para um ciclone tropical significativo ainda naquele dia e emitiu seu primeiro aviso sobre o sistema. No dia seguinte, o CACT de Perth classificou a baixa um ciclone tropical pleno, atribuindo-lhe o nome "Dominic". Sob condições meteorológicas favoráveis, Dominic continuou a se intensificar assim que seguia para sudoeste e para sul, e atingiu seu pico de intensidade durante aquela noite (UTC), com ventos máximos sustentados de 85 km/h.
Logo em seguida, Dominic atingiu a costa da região de Pilbara, Austrália Ocidental, durante o seu pico de intensidade. A partir de então, Dominic começou a se enfraquecer rapidamente sobre terra, e foi desclassificado para uma baixa tropical remanescente e emitiu seu aviso final sobre o sistema em 28 de janeiro. O Joint Typhoon Warning Center (JTWC) já tinha emitido seu aviso final sobre Dominic no dia anterior.
Dominic causou apenas pequenos danos em cidades costeiras do noroeste da Austrália. A cidade mais afetada foi Onslow, onde residências foram destelhadas. Uma fatalidade indireta foi relatada em Port Hedland, quando um trabalhador desmontava uma grua como medida preparativa para a chegada do ciclone.

### Baixa tropical 09U
Uma área de perturbações meteorológicas que persistia sobre o golfo de Carpentária começou a mostrar sinais de organização em 28 de janeiro. Com a organização do sistema, o CACT de Darwin classificou-o para uma baixa tropical ainda naquele mesmo dia. Porém, devido à interação com terra, a baixa tropical começou a perder organização e se dissipou em 30 de janeiro sobre o norte da Austrália.

### Ciclone tropical Ellie
Ellie formou-se de uma área de perturbação meteorológica em 30 de janeiro, sobre a península do Cabo York. Seguindo lentamente para leste, o sistema logo começou a seguir sobre o mar de Coral e começou a mostrar sinais de organização. Em 31 de janeiro, o Centro de Aviso de Ciclone Tropical (CACT) de Brisbane, Austrália, classificou o sistema como um ciclone tropical pleno e lhe atribuiu o nome "Ellie". Horas depois, o JTWC também classificou o sistema para um ciclone tropical significativo e emitiu seu primeiro aviso sobre o sistema. A partir de então, o sistema começou a seguir para oeste-sudoeste e para sudoeste, continuando a se intensificar gradualmente.
Porém, condições meteorológicas mais desfavoráveis impediram a intensificação de Ellie, que logo atingiu seu pico de intensidade, com ventos máximos sustentados de 75 km/h. O ciclone manteve esta intensidade até atingir a costa do estado australiano de Queensland em 1 de fevereiro. A partir de então, Ellie começou a se enfraquecer rapidamente, e tanto o Joint Typhoon Warning Center (JTWC) quanto o CACT de Brisbane emitiram seus avisos finais sobre o sistema mais tarde naquele dia.
Ellie causou chuvas torrenciais, levando à ocorrência de severas enchentes e enxurradas na costa do estado australiano de Queensland. Pelo menos 50 residências foram afetadas somente na cidade de Ingham, forçando pelo menos 32 pessoas a recorrerem a abrigos emergenciais. Os prejuízos econômicos causados pelo ciclone são estimados em 70,7 milhões de dólares.

### Ciclone tropical Freddy
Uma área de perturbações meteorológicas formou-se sobre a região de Kimberley, norte do estado australiano da Austrália Ocidental, em 3 de fevereiro. Imediatamente o Centro de Aviso de Ciclone Tropical de Perth classificou o sistema como uma baixa tropical. Seguindo para oeste, o sistema logo alcançou as águas quentes do Oceano Índico e começou a se organizar. Com isso, o JTWC emitiu um Alerta de Formação de Ciclone Tropical (AFCT) sobre o sistema durante as primeiras horas (UTC) de 6 de fevereiro. Mais tarde naquele dia, a perturbação já apresentava organização suficiente para ser declarado pelo JTWC como o ciclone tropical "14S". Ainda naquela noite (UTC), o CACT de Perth também classificou o sistema para um ciclone tropical pleno e lhe atribuiu o nome "Freddy". Seguindo para oeste e para oeste-sudoeste, Freddy continuou a se intensificar gradualmente.
Porém, em 8 de fevereiro, Freddy começou a ser abatido por cisalhamento do vento e por águas mais frias. Com isso, o ciclone parou de se intensificar e atingiu seu pico de intensidade, com ventos máximos sustentados de 75 km/h, segundo o JTWC, ou 95 km/h, segundo o CACT de Perth. A partir de então, Freddy começou a se enfraquecer continuamente assim que se afastava da costa australiana. O JTWC emitiu seu último aviso sobre o sistema ainda naquele dia. Porém, o CACT de Perth manteve Freddy como um ciclone tropical pleno até em 10 de fevereiro, quando desclassificou o sistema para uma baixa tropical remanescente e emitiu seu aviso final sobre o sistema.

### Baixa tropical 12U
Uma área de perturbações meteorológicas que persistia sobre a península do Cabo York, Austrália, foi classificada como uma baixa tropical pelo Centro de Aviso de Ciclone Tropical (CACT) de Brisbane em 5 de fevereiro. O sistema seguiu lentamente para leste e logo alcançou o mar de Coral, onde começou a mostrar sinais de organização.
Porém, as condições meteorológicas desfavoráveis impediram o desenvolvimento do sistema, que se dissipou em 7 de fevereiro.

### Baixa tropical 13U (Innis)
Uma área de perturbações meteorológicas que persistia ao largo da costa da região de Pilbara, norte do estado australiano da Austrália Ocidental, foi classificada como uma baixa tropical pelo Centro de Aviso de Ciclone Tropical (CACT) de Perth em 13 de fevereiro.
No entanto, o sistema se encontrava numa região com condições meteorológicas desfavoráveis e se dissipou completamente em 16 de fevereiro.
O sistema remanescente do ciclone Innis que adentrou à área de responsabilidade do CACT de Brisbane em 18 de fevereiro vindo da área de responsabilidade do Centro Meteorológico Regional Especializado (CMRE) de Nadi foi classificado como uma baixa tropical. Porém o sistema retornou à área de responsabilidade do CACT de Wellington, Nova Zelândia, ainda no mesmo dia.

### Baixa tropical 14U
Em 25 de fevereiro, o TCWC Darwin informou que um Tropical Low havia se desenvolvido dentro de monção a oeste de Darwin.  O JTWC previu a chance deste sistema se tornar um ciclone tropical como "justo".  Na manhã seguinte, o TCWC Perth começou a emitir alertas de ciclones tropicais sobre a baixa em desenvolvimento, emitindo um alerta de ciclone para as áreas costeiras de Pilbara.  Em 26 de fevereiro o JTWC elevou as chances do sistema para "boas" e emitiu um lerta de formação de ciclone tropical. A baixa atingiu Port Hedland sem se tornar um ciclone tropical.
A baixa tropical gerou 112 mm (4,4 pol) de chuva ao longo da costa de Pilbara, causando pequenas inundações. Alertas e alertas de inundação foram emitidos para áreas ao redor de vários rios, devido às chuvas.

### Baixa tropical 15U
Uma área de perturbações meteorológicas que persistia a oeste da região de Top End, extremo norte do estado australiano do Território do Norte, foi classificada para uma baixa tropical pelo Centro de Aviso de Ciclone Tropical (CACT) de Darwin em 25 de fevereiro. O sistema começou a mostrar sinais de organização logo em seguida. Com condições meteorológicas favoráveis, o sistema começou a se consolidar. Com isso, o JTWC emitiu um Alerta de Formação de Ciclone Tropical (AFCT) sobre o sistema durante as primeiras horas (UTC) de 27 de fevereiro.
Porém, seguindo para sudoeste, o sistema não foi capaz de se intensificar, e o AFCT foi cancelado assim que a baixa tropical fez landfall na costa da região de Pilbara, perto da cidade de Port Hedland. Com isso, o CACT de Perth emitiu seu aviso final sobre o sistema em 28 de fevereiro. A baixa tropical causou enchentes localizadas em comunidades da região de Pilbara, sem maiores danos.

### Baixa tropical Gabrielle
Uma área de perturbações meteorológicas que persistia ao nordeste das Ilhas Cocos (Keeling) começou a mostrar sinais de organização em 27 de fevereiro. Com isso, o CACT de Perth classificou o sistema para uma baixa tropical ainda naquele mesmo dia. O sistema continuou a se organizar gradualmente assim que seguia para sudoeste, mesmo sob condições meteorológicas altamente desfavoráveis, como o forte cisalhamento do vento. Com isso, o JTWC emitiu um Alerta de Formação de Ciclone Tropical (AFCT) sobre o sistema em 1 de março. O sistema continuou a se organizar, e o JTWC classificou a perturbação como um ciclone tropical significativo no dia seguinte, e lhe atribuiu a designação "17S". Naquele mesmo dia, o CACT de Perth também classificou a baixa tropical como um ciclone tropical significativo, e lhe atribuiu o nome "Gabrielle".
Porém, o forte cisalhamento do vento persistiu e impediu a intensificação de Gabrielle assim que o sistema começava a seguir para oeste assim que um cavado de médias latitudes se afastou da região e permitiu a regeneração da alta subtropical ao seu sul. Com isso, Gabrielle atingiu seu pico de intensidade ainda em 3 de março, com ventos máximos sustentados de 65 km/h, segundo o JTWC, ou 75 km/h, segundo o CACT de Perth. Seguindo para oeste e para sudoeste, Gabrielle continuou a se enfraquecer assim que perdia suas áreas de convecção profunda associadas. O CACT de Perth emitiu seu aviso final sobre Gabrielle durante as primeiras horas (UTC) de 4 de março, assim que o ciclone já não mais apresentava organização suficiente para ser considerado como um ciclone tropical significativo. O JTWC também emitiu seu aviso final sobre o sistema horas mais tarde. A área de baixa pressão remanescente de Gabrielle continuou a seguir para sul-sudoeste e dissipou-se no dia seguinte assim que o sistema começou a seguir sobre águas mais frias.

### Ciclone tropical severo Hamish
Hamish formou-se de uma área de perturbações meteorológicas ao sul de Papua-Nova Guiné em 4 de março. O sistema se organizou rapidamente e se tornou o ciclone tropical Hamish no dia seguinte. O Joint Typhoon Warning Center (JTWC) também classificou o sistema como um ciclone tropical significativo em 5 de março. A partir de então, Hamish começou a sofrer intensificação explosiva assim que seguia para sudeste, paralelamente à costa de Queensland. Em menos de 24 horas, Hamish tornou-se o segundo ciclone tropical severo da temporada, e 24 horas mais tarde, seus ventos máximos sustentados alcançaram 240 km/h, segundo o JTWC, ou 215 km/h, segundo o Centro de Aviso de Ciclone Tropical (CACT) de Brisbane.
Após a intensificação explosiva, que aumentou os ventos máximos sustentados em 210 km/h em apenas 48 horas, Hamish começou a se enfraquecer gradualmente devido à ação das condições meteorológicas mais hostis. Hamish deixou de ser um ciclone tropical severo, segundo o CACT de Brisbane, em 11 de março. O forte cisalhamento do vento causou a dissipação total das bandas de tempestade associadas ainda naquele dia. Com isso, o CACT de Brisbane desclassificou Hamish para uma baixa tropical e emitiu seu aviso final. O JTWC fez o mesmo durante a madrugada (UTC) de 12 de março.
Hamish causou indiretamente um dos maiores desastres ambientais da história do estado de Queensland. Um navio que enfrentou a forte ondulação causada pelo ciclone teve seu casco danificado quando contêineres mal-amarrados perfuraram o casco do navio em dois pontos. Além disso, os contêineres, contendo nitrato de amônio, foram lançados ao oceano pela forte ondulação. Cerca de 600 toneladas de nitrato de amônio e 250 toneladas de óleo combustíveis e lubrificantes foram lançadas ao mar. O óleo atingiu cerca de 60 km da costa sudeste de Queensland, além de várias outras ilhas adjacentes. Além disso, três pescadores desapareceram após enfrentar a tempestade em seu barco pesqueiro. Um dos pescadores foi achado vivo dias depois, mas as equipes de busca encerraram o trabalho em 16 de março e considerou mortos os dois pescadores ainda desaparecidos. No geral, os danos se limitaram à erosão marinha causada pela forte ressaca provocada pelo ciclone.

### Ciclone tropical severo Ilsa
Ilsa formou-se de uma área de perturbações meteorológicas em 14 de março. Seguindo para oeste-sudoeste, o sistema começou a se organizar gradualmente sob condições meteorológicas favoráveis e se tornou o ciclone tropical Ilsa durante as primeiras horas (UTC) de 18 de março. Horas depois, o Joint Typhoon Warning Center (JTWC) também classificou o sistema como um ciclone tropical significativo e lhe atribuiu a designação "22S". Seguindo continuamente para oeste e para oeste-sudoeste, Ilsa se intensificou rapidamente sob condições meteorológicas favoráveis, e atingiu seu pico de intensidade durante as primeiras horas (UTC) de 20 de março, com ventos máximos sustentados de 195 km/h, segundo o JTWC, ou 165 km/h, segundo o Centro de Aviso de Ciclone Tropical (CACT) de Perth.
A partir de então, a piora das condições meteorológicas provocou o lento enfraquecimento de Ilsa. Já bastante desorganizado, o JTWC emitiu seu aviso final sobre o sistema durante a noite (UTC) de 23 de março, enquanto que o CACT de Perth desclassificou Ilsa para uma baixa tropical remanescente durante as primeiras horas da madrugada de 24 de março, e também emitiu seu aviso final sobre o sistema.
Como Ilsa manteve-se distante de áreas costeiras durante todo o seu período de existência, nenhum impacto foi relatado em associação à tempestade. Além disso, nenhum navio ou estação meteorológica de superfície registrou in situ a passagem da tempestade.

### Baixa tropical 19U
Uma área de perturbações meteorológicas associado ao sistema remanescente do ciclone Hamish começou a mostrar sinais de organização em 19 de março. Com isso, o CACT de Brisbane classificou-o para uma baixa tropical naquele mesmo dia. No entanto, a baixa não foi capaz de se organizar, e se dissipou no dia seguinte próximo à costa de Queensland.
Apesar de ser um sistema fraco, a baixa tropical causou um princípio de pânico na costa de Queensland, local já afetado anteriormente pelo ciclone Hamish e que se recuperava dos estragos causados pelo ciclone e pelo derramamento de óleo. Porém, a baixa provocou apenas chuva fraca a moderada na região.

### Ciclone tropical Jasper
Uma área de perturbações meteorológicas que persisitia sobre o mar de Coral, a leste da costa do estado australiano de Queensland começou a mostrar sinais de organização em 18 de março. Porém, o sistema encontrava-se numa região com condições meteorológicas hostis e não foi capaz de se intensificar rapidamente. Porém, as condições meteorológicas ficaram mais favoráveis em 23 de março, e o centro ciclônico de baixos níveis da perturbação começou a se consolidar rapidamente assim que novas áreas de convecção começaram a se formar. Com isso, o JTWC emitiu um Alerta de Formação de Ciclone Tropical (AFCT) ainda naquele dia. O CACT de Brisbane já tinha classificado o sistema para um ciclone tropical significativo horas antes, e lhe atribuiu o nome "Jasper".
As boas condições meteorológicas continuaram e permitiram a intensificação gradual de Jasper. Com isso, o CACT de Brisbane classificou Jasper para um ciclone de categoria 2 na escala australiana ainda durante a noite (UTC) de 23 de março. Durante a madrugada (UTC) de 24 de março, o JTWC também classificou o sistema para um ciclone tropical significativo e lhe atribuiu a designação "23P". Seguindo para leste-sudoeste através da periferia sul de uma alta subtropical, Jasper deixou a área de responsabilidade do CACT de Brisbane ainda durante a madrugada de (UTC) 24 de março para adentrar na área de responsabilidade do Centro Meteorológico Regional Especializado (CMRE) de Nadi, Fiji. Com isso, Jasper tornou-se o quinto sistema dotado de nome da temporada de ciclones no Pacífico sul de 2008-09.

### Baixa tropical 21U
Em 27 de março, o Centro de Aviso de Ciclone Tropical (CACT) de Darwin classificou uma área de perturbações meteorológicas sobre o Mar de Arafura para uma baixa tropical. A baixa seguiu para norte, onde começou a se organizar gradualmente sobre o Mar de Banda. Com isso, o Joint Typhoon Warning Center (JTWC) emitiu um "Alerta de Formação de Ciclone Tropical" (AFCT) ainda naquele dia.
No entanto, a baixa não foi capaz de se intensificar devido à interação com as ilhas do sudeste da Indonésia e à alta da força de Coriolis. Com isso, o JTWC cancelou o AFCT em 31 de março. No mesmo dia, o CACT de Darwin emitiu seu aviso final sobre o sistema.

### Baixa tropical 22U (15F)
O Centro de Aviso de Ciclone Tropical de Darwin classificou uma área de perturbações meteorológicas sobre o Mar de Arafura como uma baixa tropical.
Porém, devido ao alto cisalhamento do vento, a baixa não foi capaz de se organizar, e o CACT de Darwin emitiu seu aviso final sobre o sistema no dia seguinte.

### Ciclone tropical Kirrily
Uma área de perturbações meteorológicas formou-se sobre o Mar de Arafura, ao norte da região de Top End, Território do Norte, Austrália, em 18 de abril. Inicialmente, o sistema estava numa região com cisalhamento do vento moderado a forte, o que inibia parcialmente o seu desenvolvimento. Após vários dias de atrividade, mesmo sob condições meteorológicas desfavoráveis, o sistema começou a se organizar em 25 de abril, e durante a madrugada (UTC) do dia seguinte, o Joint Typhoon Warning Center (JTWC) emitiu um "Alerta de Formação de Ciclone Tropical" (AFCT) sobre o sistema. A perturbação continuou a se desenvolver durante aquele dia, e o Centro de Aviso de Ciclone Tropical (CACT) de Darwin classificou o sistema para uma baixa tropical durante o início daquela noite (UTC). Horas mais tarde, o JTWC classificou a perturbação para um ciclone tropical significativo, e lhe atribuiu a designação "27S". Seguindo erraticamente, o ciclone brevemente perdeu organização assim que se interagiu com as Ilhas Kepulauan Kai, sudeste da Indonésia. No entanto, o ciclone voltou a se organizar, e o CACT de darwin finalmente classificou o sistema para um ciclone tropical significativo durante a manhã (UTC) de 27 de abril, atribuindo-lhe o nome Kirrily.
Porém, o forte cisalhamento do vento impediu a intensificação do ciclone, que começou a sucumbir. Com isso, Kirrily alcançou seu pico de intensidade, com ventos máximos sustentados de 75 km/h, segundo o JTWC, ou 65 km/h, segundo o CACT de Darwin. O forte cisalhamento do vento continuou, e a tempestade continuou a se enfraquecer rapidamente. Com isso, o CACT de darwin desclassificou Kirrily para uma baixa tropical durante a manhã (UTC) de 28 de abril, e emitiu seu aviso final sobre o sistema mais tarde naquele dia. O JTWC também emitiu seu aviso final sobre Kirrily durante aquela noite (UTC).

## Nomes das tempestades
Cada Centro de Aviso de Ciclone Tropical tem sua própria lista de nomes para designar ciclones tropicais.

### Indonésia
Ciclones tropicais que se formam entre a linha do Equador e a latitude 10°S e entre os meridianos 90°L e 125°L são monitorados pelo CACT de Jacarta, Indonésia. Abaixo se segue os três primeiros nomes a serem usados para a temporada de 2008-09:
- Anggrek (Sem usar)
- Bakung (Sem usar)
- Cempaka (Sem usar)[93]

### Bureau of Meteorology
Começando no "ano ciclônico" de 2008-09, haverá somente uma única lista que o Bureau of Meteorology (Agência de Meteorologia da Austrália) irá usar para atribuir nomes aos ciclones tropicais. No entanto, o Bureau of Meteorology ainda vai operar os Centros de Avisos de Ciclone Tropical em Perth, Darwin e Brisbane. Eles monitoram os ciclones tropicais que se formam ao sul da linha do Equador, entre os meridianos 90° e 160°L, emitindo avisos especiais mesmo para aqueles ciclones tropicais que estiverem nas áreas de responsabilidades dos CACTs de Jacarta e de Port Moresby. Os nomes serão usados sequencialmente, não havendo, portanto, uma lista alfabética anual. A seguir, será apresentada a lista alfabética da coluna 1, cujo primeiro nome será atribuído ao primeiro ciclone tropical que se formar na temporada de 2008-2009:
| - Anika - Billy - Charlotte - Dominic - Ellie - Freddy - Gabrielle | - Hamish - Ilsa - Jasper - Kirrily - Laurence (sem usar) - Magda (sem usar) - Neville (sem usar) | - Olga (sem usar) - Paul (sem usar) - Robyn (sem usar) - Sean (sem usar) - Tasha (sem usar) - Vince (sem usar) - Zelia (sem usar) |

### Papua Nova-Guiné
Ciclones tropicais que se formam ao sul da linha do Equador e entre os meridianos 141°L e 160°L são monitorados pela CACT de Port Moresby, Papua Nova Guiné. A lista de nomes está em ordem alfabética, porém, aleatório, ou seja, o nome pode ser escolhido entre qualquer nome da lista.
- Alu (sem usar)
- Buri (sem usar)
- Dodo (sem usar)
- Emau (sem usar)
- Fere (sem usar)[93]

## Efeitos sazonais
| Nome               | Datas                                       | Pico de intensidade                 | Pico de intensidade           | Pico de intensidade   | Áreas afetadas                           | Prejuízos (AUD) | Prejuízos (USD) | Mortos |        |
| Nome               | Datas                                       | Categoria                           | Velocidade vento (km/h (mph)) | Pressão (hPa)         | Áreas afetadas                           | Prejuízos (AUD) | Prejuízos (USD) | Mortos |        |
| ------------------ | ------------------------------------------- | ----------------------------------- | ----------------------------- | --------------------- | ---------------------------------------- | --------------- | --------------- | ------ | ------ |
| Bernard            | 21 de novembro                              | Baixa tropical                      | 35 km/h (25 mph)              | 1003 hPa (29.62 inHg) | Nenhum                                   | Nenhum          | Nenhum          | Nenhum | [ 95 ] |
| Anika              | 17 – 22 de novembro                         | Ciclone tropical categoria 2        | 95 km/h (60 mph)              | 990 hPa (29.23 inHg)  | Ilha Cocos                               | Nenhum          | Nenhum          | Nenhum | [ 96 ] |
| Billy              | 15 dezembro de 2008 – 5 de janeiro de 2009  | Ciclone tropical severo categoria 4 | 175 km/h (110 mph)            | 950 hPa (28.05 inHg)  | Noroeste da Austrália                    |                 |                 | 1      | [ 97 ] |
| 04U                | 22 – 24 de dezembro                         | Baixa tropical                      | 45 km/h (30 mph)              | 1000 hPa (29.53 inHg) | Território do Norte                      | Nenhum          | Nenhum          |        |        |
| 05U                | 22 – 24 de dezembro                         | Baixa tropical                      | 45 km/h (30 mph)              | 1003 hPa (29.62 inHg) | Nenhum                                   | Nenhum          | Nenhum          | Nenhum |        |
| Charlotte          | 10 – 12 de janeiro                          | Ciclone tropical categoria 1        | 85 km/h (50 mph)              | 986 hPa (29.12 inHg)  | Território do Norte, Península Cape York | $22 000 000     | $15 000 000     |        |        |
| Dominic            | 24 – 27 de janeiro                          | Ciclone tropical categoria 2        | 100 km/h (65 mph)             | 976 hPa (28.82 inHg)  | Kimberley, Pilbara                       |                 |                 |        |        |
| 07U                | 25 – 26 de janeiro                          | Baixa tropical                      | 35 km/h (25 mph)              | 1000 hPa (29.53 inHg) | Nenhum                                   | Nenhum          | Nenhum          | Nenhum |        |
| 09U                | 28 – 30 de janeiro                          | Baixa tropical                      | 45 km/h (30 mph)              | 999 hPa (29.50 inHg)  | Nenhum                                   | Nenhum          | Nenhum          | Nenhum |        |
| Ellie              | 30 de janeiro – 4 de fevereiro              | Ciclone tropical categoria 1        | 75 km/h (45 mph)              | 988 hPa (29.18 inHg)  | Cabo York                                | $110 000 000    | $69 500 000     |        |        |
| Freddy             | 3 – 13 de fevereiro                         | Ciclone tropical categoria 1        | 85 km/h (50 mph)              | 992 hPa (29.29 inHg)  | Nenhum                                   | Nenhum          | Nenhum          | Nenhum |        |
| 12U                | 11 – 17 de fevereiro                        | Baixa tropical                      | <35 km/h (<25 mph)            | Não especificado      | Austrália Ocidental                      |                 |                 |        |        |
| 14U                | 23 de fevereiro – 2 de março                | Baixa tropical                      | <35 km/h (<25 mph)            | Not Specified         | Western Australia                        |                 |                 |        |        |
| Gabrielle          | 27 de fevereiro – 6 de março                | Baixa tropical                      | 65 km/h (40 mph)              | 996 hPa (29.42 inHg)  | Nenhum                                   | Nenhum          | Nenhum          | Nenhum | [ 98 ] |
| Hamish             | 4 – 11 de março                             | Ciclone tropical severo categoria 5 | 215 km/h (130 mph)            | 924 hPa (27.29 inHg)  | Queensland                               | $60 000 000     | $38 800 000     | 2      |        |
| Ilsa               | 12 – 27 de março                            | Ciclone tropical severo categoria 4 | 165 km/h (105 mph)            | 958 hPa (28.29 inHg)  |                                          |                 |                 |        |        |
| 19U                | 16 – 20 de março                            | Baixa tropical                      | 45 km/h (30 mph)              | 999 hPa (29.50 inHg)  | Nenhum                                   | Nenhum          | Nenhum          | Nenhum |        |
| Jasper             | 22 – 24 de março                            | Ciclone tropical categoria 2        | 95 km/h (60 mph)              | 985 hPa (29.09 inHg)  | Nova Caledônia                           | Nenhum          | Nenhum          | Nenhum |        |
| 21U                | 23 – 31 de março                            | Baixa tropical                      | 55 km/h (35 mph)              | 1002 hPa (29.59 inHg) | Nenhum                                   | Nenhum          | Nenhum          | Nenhum |        |
| 22U                | 4 – 11 de abril                             | Baixa tropical                      | 35 km/h (25 mph)              | 1004 hPa (29.65 inHg) | Nenhum                                   | Nenhum          | Nenhum          | Nenhum |        |
| Kirrily            | 18 de abril – 1 de maio                     | Ciclone tropical categoria 1        | 65 km/h (40 mph)              | 999 hPa (29.50 inHg)  | Indonésia                                | Menor           | Menor           | Nenhum | [ 99 ] |
| 24U                | 10 – 18 de maio                             | Baixa tropical                      | 35 km/h (25 mph)              | 1009 hPa (29.80 inHg) | Nenhum                                   | Nenhum          | Nenhum          | Nenhum |        |
| Agregados sazonais |                                             |                                     |                               |                       |                                          |                 |                 |        |        |
| 24 sistemas        | 18 de novembro de 2008 – 18 de maio de 2009 |                                     | 215 km/h (130 mph)            | 925 hPa (27.32 inHg)  |                                          | $192 000 000    | $123 300 000    | 5      |        |